# Юнас Густавссон
Юнас Густавссон (швед. Jonas Gustavsson; народився 24 жовтня 1984 у м. Дандерюді, Швеція) — шведський хокеїст, воротар. Виступає за «Бостон Брюїнс» у Національній хокейній лізі.
Вихованець хокейної школи ХК «Стоксундс». Виступав за АІК Стокгольм, «Ферьєстад» (Карлстад), ХК «Скоре», «Торонто Мейпл-Ліфс», «Детройт Ред-Вінгс».
У складі національної збірної Швеції учасник зимових Олімпійських ігор 2010, учасник чемпіонатів світу 2009 і 2010.
Досягнення
- Бронзовий призер чемпіонату світу (2009, 2010)
- Чемпіон Швеції (2009).